# Edve
Edve là một thị trấn thuộc hạt Győr-Moson-Sopron, Hungary. Thị trấn này có diện tích 5,05 km², dân số năm 2010 là 108 người, mật độ 21 người/km².